# Torrone di Nav
Torrone di Nav är en bergstopp i Schweiz.   Den ligger i distriktet Blenio och kantonen Ticino, i den sydöstra delen av landet, 130 km öster om huvudstaden Bern. Toppen på Torrone di Nav är 2 832 meter över havet, eller 110 meter över den omgivande terrängen. Bredden vid basen är 0,16 km.
Terrängen runt Torrone di Nav är huvudsakligen mycket bergig. Närmaste större samhälle är Acquarossa, 11,4 km söder om Torrone di Nav. 
Trakten runt Torrone di Nav består i huvudsak av gräsmarker. Runt Torrone di Nav är det glesbefolkat, med 15 invånare per kvadratkilometer.